# Klaus Müller (Politiker, 1892)
Nikolaus Josef Müller, genannt Klaus Müller (* 19. April 1892 in Augsburg; † 6. August 1980 ebenda), war ein deutscher Politiker. Er war von 1947 bis 1964 Oberbürgermeister der Stadt Augsburg und gehörte der CSU an.

## Leben
Müller wurde als Sohn eines Mesners geboren und machte sein Abitur am Gymnasium bei Sankt Stephan in Augsburg. Er studierte anschließend Volkswirtschaft in München und Erlangen. Im Jahr 1914 wurde er promoviert und nahm dann als Soldat am Ersten Weltkrieg teil. Nach dem Krieg wurde er 1920 Vorstandssekretär bei der Augsburger Kammgarn-Spinnerei, wo er später Prokurist wurde. Ab 1936 war er stellvertretender Direktor des Unternehmens.
Er war Ehrenmitglied der katholischen Studentenverbindung KStV Ludovicia Augsburg.

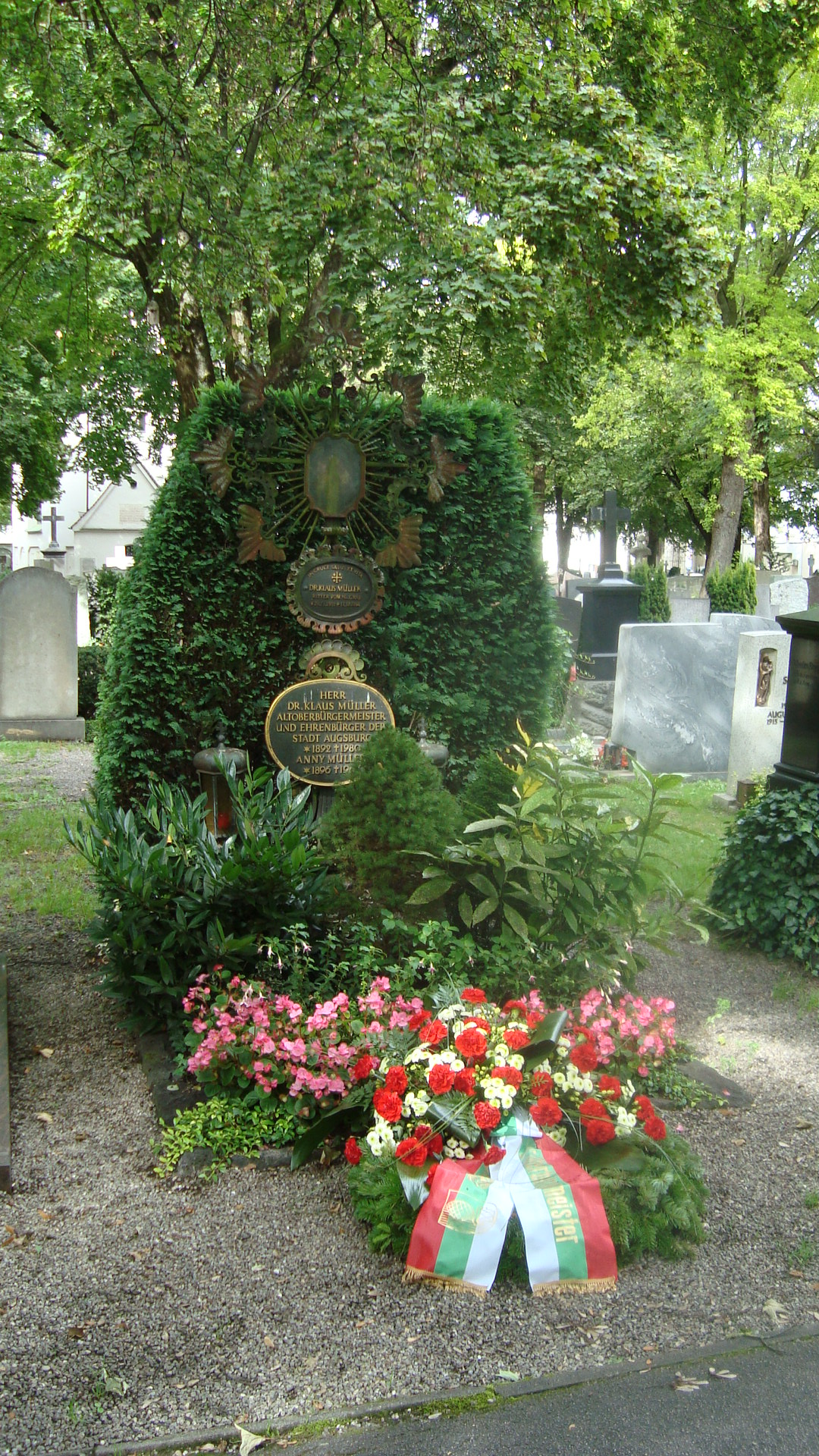
Grabmal von Klaus Müller am Katholischen Friedhof Hermanstraße in Augsburg, Foto: 2014

## Politik
Müller war ab 1922 Mitglied der BVP und war von 1939 bis 1945 Leiter der Heeresentlassenenstelle. Im Jahr 1945 war er Mitbegründer der Augsburger CSU, für die er von 1947 bis 1964 Oberbürgermeister von Augsburg war. Müller amtierte von 1956 bis 1964 als Vorsitzender des Bayerischen Städteverbandes und des Verwaltungsrates der Bayerischen Gemeindebank, der Vorgängerin der Bayerischen Landesbank. Im Jahr 1956 bekam Müller das Große Bundesverdienstkreuz und 1959 den Bayerischen Verdienstorden verliehen. 1962 zählte er zu den ersten Preisträgern der Liebieg-Medaille. Im Jahr 1964 wurde er zum Alt-Oberbürgermeister sowie zum Ehrenbürger von Augsburg und der Technischen Universität München ernannt. Er machte sich durch besondere Verdienste um den Wiederaufbau der Stadt einen Namen. 